# Cueva de Nerja
La cueva de Nerja es una cueva situada en Maro, pedanía del municipio español de Nerja (Málaga) y descubierta el 12 de enero de 1959. Es de interés histórico y natural por los restos arqueológicos, que incluyen algunas pinturas rupestres, y por las formaciones de espeleotemas: estalactitas y estalagmitas que tapizan techos y paredes.
Es Bien de Interés Cultural desde 2006. Además, la Cueva de Nerja está propuesta como «Lugar de interés geológico español de relevancia internacional» (Global Geosite) por el Instituto Geológico y Minero de España por su interés paleontológico y geomorfológico, con la denominación «VP10-SK01: Cueva de Nerja», dentro del contexto geológico «Yacimientos de vertebrados del Plioceno-Pleistoceno español».

## Historia

### Descubrimiento
Transcurría el 12 de enero de 1959 cuando cinco jóvenes de Maro y Nerja, Miguel y Manuel Muñoz Zorrilla, José Luis Barbero de Miguel, José Torres Cárdenas y Francisco Navas Montesinos decidieron ir a coger murciélagos a un pozo que por aquel entonces era conocido como la Mina y donde al anochecer se podía observar como salían grandes bandadas de estos animales.
Una vez que penetraron en aquella caverna, uno de ellos se percató de una suave corriente de aire húmedo que salía hacia el exterior, buscando con la linterna vieron que dicha corriente procedía de una estrecha hendidura que no pudieron atravesar porque dos estalactitas se lo impedían.
Estos muchachos decidieron volver al día siguiente con herramientas con las que lograron romper las estalactitas, uno de estos cinco muchachos penetró por la estrecha chimenea hasta encontrar un peralte desde el que pudo saltar al suelo, desde aquí avisó a los demás y arrastrándose por otro estrecho pasadizo y posteriormente incorporándose lograron llegar a una gran galería donde la luz de las linternas se perdía.
Situados en ella sí pudieron comprobar que no eran los primeros que habían estado en esta cavidad, pues muy sorprendidos hallaron unos esqueletos tendidos junto a unos cuencos de cerámica. Bastante asustados, decidieron regresar y contar todo lo visto a familiares, amigos y maestros, difundiendo así su descubrimiento.
No sería hasta la segunda visita, cuando un médico y un fotógrafo realizaron unas instantáneas que fueron publicadas unos cien días después en el diario malagueño Sur, dando a conocer a nivel internacional la "Cueva de Nerja".

### Apertura al público
Una vez realizadas varias exploraciones, las autoridades toman conciencia de su importancia científica y monumental, de tal forma que la Delegación de Excavaciones Arqueológicas de Málaga se preocupará de localizar la primitiva entrada o un acceso más viable, pues el pozo de la Mina de entrada era de gran dificultad.
La búsqueda de este acceso se realizó por diversas galerías hasta que en una de ellas apareció una gruesa raíz de un árbol, que resultó ser una sabina y que propiciaría ochenta metros más abajo la localización de una nueva entrada. Más tarde, mediante un barreno para retirar una gran roca, se perforaría y despejaría la entrada que durante miles de años había impedido que alguien penetrara de nuevo en su interior. Igualmente se realizaron las primeras excavaciones arqueológicas y trabajos de acondicionamiento para su visita turística, inaugurándose en 1960.

## Características

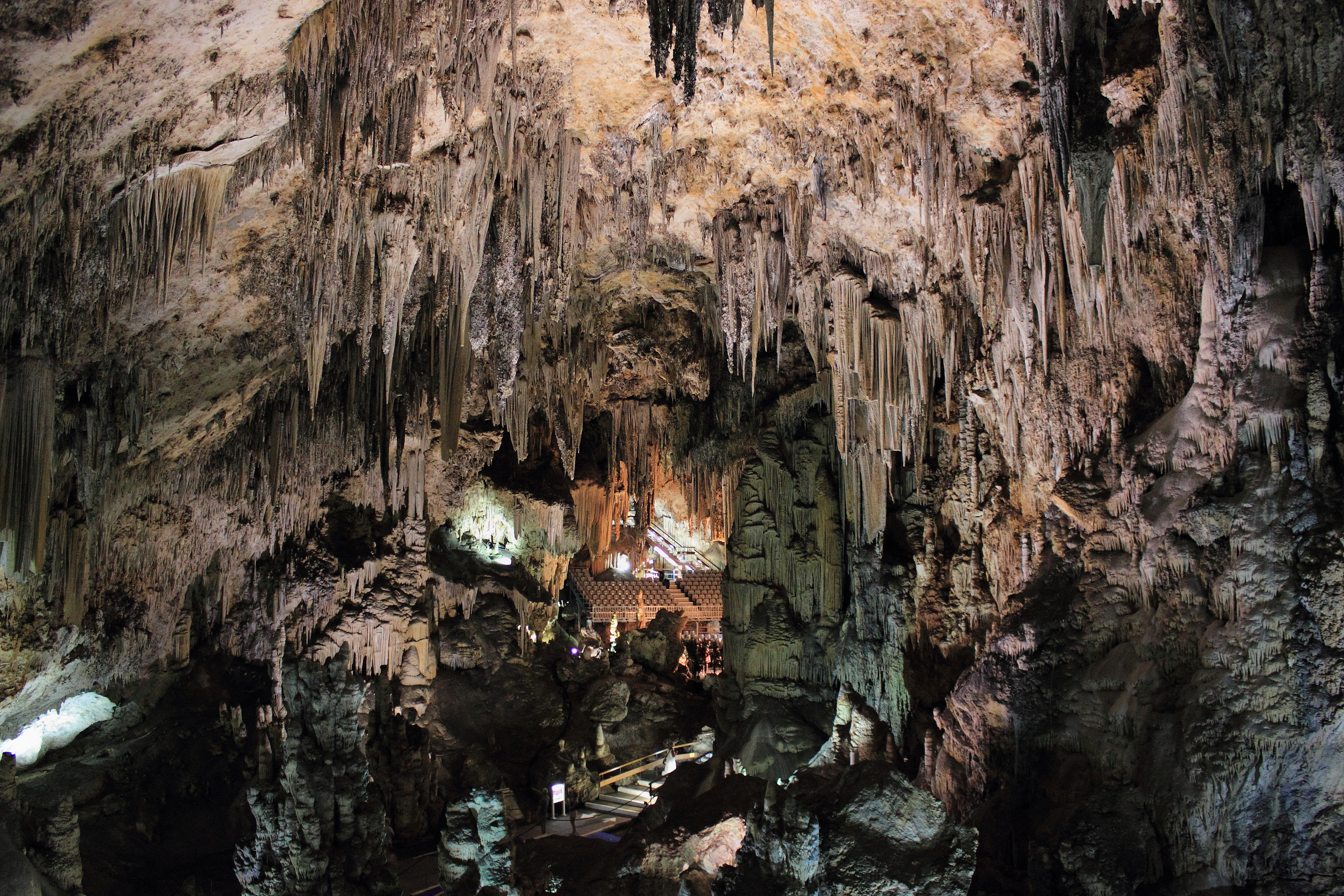
La cueva en 2012.

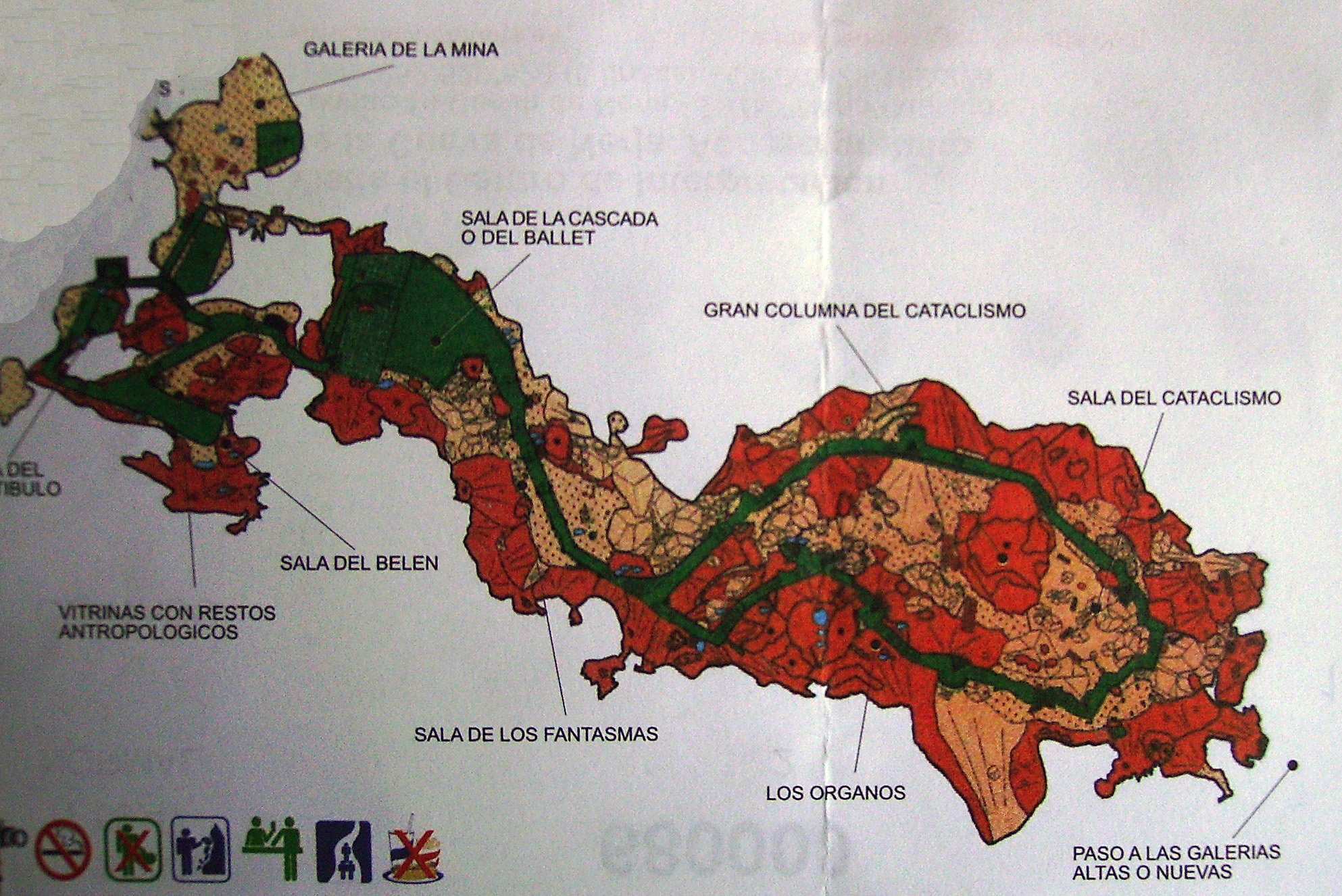
Mapa de la cueva.

La superficie total de la cueva es de 35 484 m² y el volumen total: 64 379 m³. Está constituida por tres zonas principales:
Galerías turísticassuperficie 9371 m², volumen 106 286 m³
- Sala de los fantasmas
- Sala del Belén
- Sala de las cascadas
- Sala del Cataclismo
- Sala de la Torca

Galerías altas
- Sala de las columnas de Hércules
- Sala de la inmensidad
- Sala de los Peces

Galerías nuevas
- Sala de la lanza
- Sala de la montaña

## Investigaciones

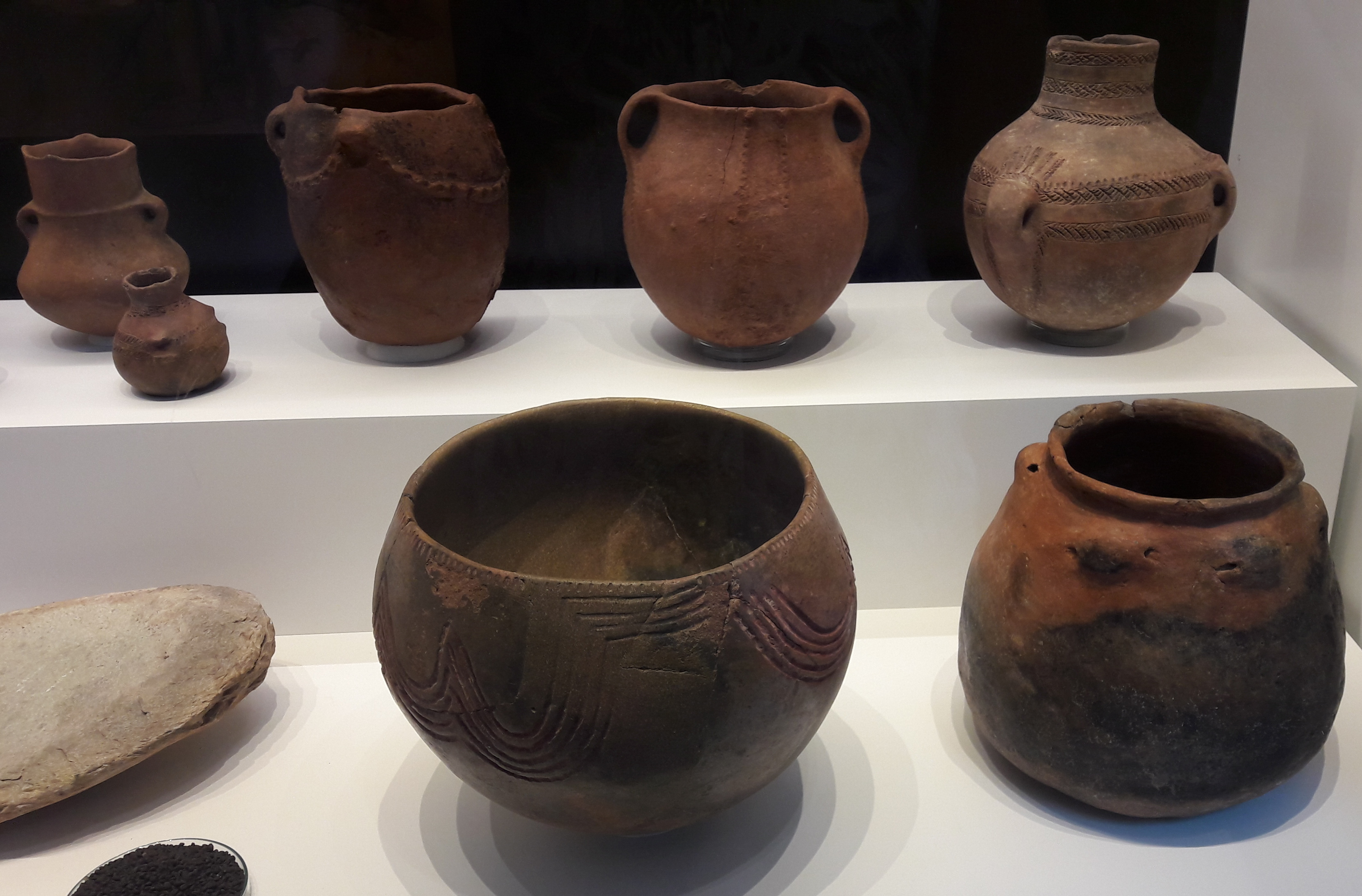
Vajillas neolíticas halladas en la cueva.

Se han realizado diversas expediciones para conocer en su totalidad la cavidad y sus distintas galerías. En 1969 se descubrió un estrecho paso en la sala del Cataclismo. Este paso propició un magnífico hallazgo, las llamadas galerías altas y las galerías nuevas, cuyas espectaculares formaciones y restos prehistóricos, aún no pueden ser contemplados por el visitante.
A lo largo de todos estos años, la Fundación Cueva de Nerja ha promovido el estudio e investigación de la Cueva, constituyendo el Comité Científico formado por geólogos, biólogos, arqueólogos, paleontólogos, etc., realizando congresos, estudios fotográficos, mejoras en equipamientos y actividades culturales.
En 2012 se dataron en 42 000 años de antigüedad algunos restos orgánicos asociados a unas pinturas de focas que podrían, por tanto, ser las más antiguas de la historia de la humanidad, además realizadas por neandertales, sin embargo un estudio de 2017 rebajó la antigüedad a un tiempo situado entre 20 000 y 18 000 años atrás, lo que las situaría dentro del Magdaleniense y elaboradas por Homo sapiens.
Un amuleto de plomo andalusí, hallado en 1959, revela que la cueva era también usada en la Edad Media. En el objeto se intuyen bien algunos rastros lineales, que pueden responder a restos de algún texto. Estos amuletos suelen estar asociados a los ámbitos rurales de Al-Ándalus y suelen estar grafiados con frases extraídas del Corán y oraciones en grafía arábiga para buscar la protección del portador. Los expertos de la Cueva de Nerja creen que puede estar relacionado con el uso por parte de un eremita de las salas exteriores no colmatadas, ya que era bastante normal que las poblaciones andalusíes utilizaran este tipo de estructuras; un hombre pío, considerado santo, que incluso pudo ser enterrado en el interior de la sala siguiendo los patrones frecuentes de la época.

## Bien de interés cultural
La enorme riqueza patrimonial de la Cueva de Nerja hizo que, un año después de su apertura al turismo, fuera declarada Monumento Histórico Artístico, según Decreto n.º 988, de 25 de mayo de 1961 y, posteriormente, Bien de Interés Cultural, en virtud de la Ley 16/1985 del Patrimonio Histórico Español de 25 de junio de 1985.
En 2006, la Cueva de Nerja es declarada Bien de Interés Cultural con categoría de Zona Arqueológica, según Decreto n.º 194, de 31 de octubre de 2006.